# Nomic (Jogo)
Nomic é um jogo criado em 1982, pelo filósofo Peter Suber, no qual as regras do jogo incluem mecanismos para os jogadores mudarem essas regras, normalmente começando através de um sistema de votação democrática.
Nomic is a game in which changing the rules is a move. In that respect it differs from almost every other game. The primary activity of Nomic is proposing changes in the rules, debating the wisdom of changing them in that way, voting on the changes, deciding what can and cannot be done afterwards, and doing it. Even this core of the game, of course, can be changed.
—Peter Suber, the creator of Nomic, The Paradox of Self-Amendment, Appendix 3, p. 362.
Nomic refere-se a um grande número de jogos baseados em um conjunto de regras iniciais estabelecidas por Peter Suber em seu livro "The Paradox of Self-Amendment". (O conjunto de regras de fato foi primeiramente publicado na coluna Metamagical Themas de Douglas Hofstader na Scientific American em junho de 1982.) O jogo é de certo modo modelado com base em sistemas governamentais modernos e demonstra que em qualquer desses sistemas onde mudanças de leis/regras são possíveis, uma situação pode surgir na qual as leis sejam contraditórias ou insuficientes para determinar o que é de fato legal. Por causa dos modelos do jogo (e expor questões conceituais sobre), um sistema legal e os problemas da interpretação legal, é nomeado em função de ??µ?? (nomos), grego para "lei".
Enquanto a condição de vitória no conjunto inicial de regras de Suber é acumulação de 100 pontos pela rolagem de um dado, ele uma vez disse que "Essa regra é deliberadamente chata, que os jogadores irão rapidamente emendá-la para satisfazerem-se." Jogadores podem mudar as regras ao ponto de se tornar irrelevante em favor a uma moeda real ou tornar a vitória algo sem importância. Qualquer regra no jogo, incluindo as regras especificando o critério para ganhar e mesmo a regra que rege quais regras devem ser obedecidas, podem ser mudadas. Qualquer ambiguidade no conjunto inicial de regras, no entanto, pode permitir que o primeiro jogador a descobrí-la ter uma chance de esquematizar e modificar as regras para ganhar o jogo. Complicando esse processo é o fato que as regras iniciais de Suber permite pela nomeação de juízes a presidir problemas sobre a interpretação de regras.

## Jogabilidade
O jogo pode ser realizado cara a cara com tantas notas quanto forem requeridas ou através de qualquer número, de meio via internet.
Inicialmente, o jogo ocorre em sentido horário, com cada jogador tendo um turno. Nesse turno, eles propõem uma mudança nas regras que todos os outros jogadores votem e então roda-se um dado para determinar os números de pontos que eles adicionam ao sua pontuação. Se essa mudança de regra passar a votação, ela vem a efeito no final do round. Qualquer regra pode ser mudada, com variável de dificuldade, incluindo as regras básicas (imutáveis) do jogo em si. Como tal, a jogabilidade pode rapidamente mudar.
Sob as regras iniciais de Suber, regras são divididas em dois tipos: Mutáveis e imutáveis. A principal diferença entre essas é que as imutáveis devem ser mudadas em regras mutáveis (chamado transmutação) antes de serem modificadas ou removidas. Regras imutáveis também tem precedência sobre as mutáveis. Uma mudança de regra pode ser:
- A adição de uma nova regra mutável
- Uma emenda para uma regra mutável
- Uma revogação de uma regra mutável
- A transmutação de uma regra mutável para imutável
- Ou a transmutação de uma regra imutável para mutável

## Variações
Regras iniciais alternativas existem para Internet e jogos por correspondência, onde o jogo ocorre em ordem alfabética pelo sobrenome e pontos adicionados no score são baseados no sucesso da proposta de mudança de regra, ao invés de dados aleatórios.
Não apenas pode cada aspecto do jogo ser mudado de algum modo ao curso do jogo Nomic, mas uma miríade de variantes também existem: Algumas que possuem temas, começam com uma simples regra, ou começam com um ditador, contrariamente a um processo democrático para validar regras. Outros combinam Nomic com algum jogo existente (como Monopólio, xadrez, etc) ou em uma paradoxal tentativa humorística, Mornington Crescent). Há ainda uma versão no qual os jogadores são jogos de Nomic eles mesmos. Variantes ainda mais não usuais incluem um conjunto de regras nos quais as regras são escondidas dos jogadores, e um jogo que, invés de permitir votações em regras, divide-se em dois sub-jogos, um com regras e um sem.
Versões online frequentemente tem regras onde o jogo não é baseado em turnos; tipicamente, jogadores em tais jogos podem propor mudanças de regras a qualquer momento, que ter que esperar por seus turnos.
Um Nomic spin-off do agora defunto (Nomic World) é o Fantasy Rules Committee, que adiciona toda regra legal enviada por um jogador ao conjunto de regras, até os jogadores ficarem sem ideias, depois do qual todas as "regras fantasia" são revogadas e o jogo começa novamente.
O jogo fictício Calvinball, jogado pelos personagens principais da tirinha Calvin e Hobbes, é algumas vezes comparado ao Nomic. No entanto Calvinball parece ter uma regra permanente que a mesma regra não pode ser usada duas vezes, um Nomic, pelo menos em sua forma online.

## Online
O jogo Nomic é particularmente apropriado para ser jogado online, onde todas as propostas e regras podem ser compartilhadas em páginas da rede ou arquivos de email para fácil referência. Tais jogos de Nomic algumas vezes duram por um longo tempo - Agora tem sido jogado desde 1993. A longevidade de jogos Nomic podem apresentar um sério problema, que as regras se tornem tão complexas que jogadores atuais não compreendam-nas completamente e previna jogadores prospectivos a juntar-se ao jogo. Um jogo atualmente ativo, Blognomic, contorna esse problema dividindo o jogo em "dinastias", toda vez que alguém ganha, uma nova dinastia começa e todas as regras, exceto algumas poucas privilegiadas são revogadas. Isso mantém o jogo relativamente simples e acessível. Nomicron é similarmente possui rounds, quando um jogador ganha um round, uma convenção começa-se para planejar o próximo round. Vários rounds foram experimentados com um conjunto alternativo de regras iniciais, feitas de livros e páginas.
Outra face do Nomic é o modo no qual a implementação de regras afetam a forma que o jogo de Nomic em si mesmo funciona. ThermodyNomic, por exemplo, tinha um conjunto de regras no qual mudanças de regras são cuidadosamente consideradas antes da implementação, e regras são raramente introduzidas que provenham ambiguidades para jogadores explorarem. B Nomic, por contraste, era descrito por um dos seus jogadores como "o equivalente a jogar granadas de lógica."
Essa é essencialmente a parte da diferenciação entre jogos "procedurais", onde o alvo (reconhecido ou de outra forma) é amarrar o conjunto inteiro de regras em uma condição paradoxal durante cada turno (um jogador que não possua movimento legal disponível ganha), e jogos "substantivos", que tenta evitar paradoxo e ganhando recompensas por atingir certos objetivos, como conseguir um certo número de pontos.
Enquanto Nomic é tradicionalmente escrito em maiúsculo enquanto o nome próprio do jogo, é também algumas vezes escrito de maneira informal, com letras todas minúsculas, nomic, referindo-se a qualquer coisa com características semelhantes a Nomic, incluindo jogos onde as regras podem ser mudadas durante o jogo, bem como situações fora de jogos, que pode ser alegado que os "advogados de regras" estão remendando com o processo usado de emenda de regras e políticas (numa organização ou comunidade) de maneira semelhante a um jogo Nomic.

## Conjunto inicial de regras proposto por Peter Suber

### Regras Imutáveis
101. Todos os jogadores devem sempre obedecer às regras que estiverem em vigor, na forma em que elas se apresentarem quando estiverem em vigor. As regras do Conjunto Inicial entram em vigor assim que o jogo começa. O Conjunto Inicial é composto pelas regras 101-116 (imutáveis) e 201-213 (mutáveis).
102. Inicialmente as regras na faixa 100-199 são imutáveis e as regras na faixa 200-299 são mutáveis. Regras posteriormente promulgadas ou transmutadas (ou seja, que mudam de imutáveis para mutáveis ou vice-versa) podem ser imutáveis ou mutáveis independente de seus números, e regras do Conjunto Inicial podem ser trasnmutadas apesar de seus números.
103. Uma mudança de regra é qualquer um dos seguintes: (1) a promulgação, revogação ou alteração de uma regra mutável; (2) a promulgação, revogação ou alteração de uma alteração de uma regra mutável; ou (3) a transmutação de uma regra imutável em uma mutável ou vice-versa. (Nota: Esta definição implica que, pelo menos inicialmente, todas as novas regras são mutáveis; regras imutáveis, enquanto forem imutáveis, não podem ser alteradas ou revogadas; regras mutáveis, enquanto forem mutáveis, podem ser alteradas ou revogadas, qualquer regra, de qualquer tipo, pode ser transmutada; nenhuma regra é absolutamente imune a muudanças.)
104. Todas as mudanças de regras propostas da maneira correta deverão passar por votação. Elas serão adotadas se e somente se elas receberem o número necessário de votos.
105. Todos os jogadores são eleitores. Todos os eleitores devem participar de cada votação nas mudanças de regras.
106. Todas as propostas de mudanças de regras devem ser escritas antes de serem votadas. Se elas forem adotadas, elas entram em vigor na forma na qual foram votadas.
107. Nenhuma mudança de regra pode entrar em vigor antes que a votação que a adotou tenha sido completada, mesmo que seu texto declare explicitamente o contrário. Nenhuma mudança de regra pode ter aplicação retroativa.
108. Cada proposta de mudança de regra deve receber um número de referência. Os números deverão começar em 301, e cada nova proposta de regra da maneira correta deverão receber o próximo número inteiro, quer ela seja adotada ou não.
Se uma regra for revogada e depois promulgada novamente, ela recebe o número da proposta que na qual foi novamente promulgada. Se uma regra for alterada ou transmutada, ela recebe o número da proposta que a alterou ou transmutou. Se uma alteração é alterada ou revogada, toda a regra da qual ela é parte recebe o número da proposta que alterou ou revogou a alteração.
109. Mudanças de regra que transmutam regras imutáveis em mutáveis podem ser adotadas se e somente se a votação for unânime entre os eleitores. Transmutações não deverão ser implícitas, mas sim mencionadas explicitamente em uma proposta para ter efeito.
110. Caso ocorra um conflito entre uma regra mutável e uma imutável, a regra imutável tem precedência e a mutável não deverá ter efeito algum. Para os propósitos dessa regra, uma proposta de transmutação de uma regra imutável não entra em conflito com uma regra imutável.
111. Se uma proposta de mudança de regra, como foi enunciada, não é clara, é ambígua, paradoxal, prejudica o jogo como um todo, ou se ela discutivelmente consiste em duas ou mais mudanças de regras compostas ou se é uma alteração que não faz diferença alguma, ou se ela é de alguma outra forma de valor questionável, então os outros jgoadores poderão sugerir alteração ou discutir contra a proposta antes da votação. Deve ser permitido um tempo razoável para esse debate. O jogador que fez a proposta decide a forma final na qual a proposta será votada e, a menos que seja requisitado que o Juiz faça isso, também decide quando termina o debate e começa a votação.
112. O conjunto de requisitos que constitui uma condição de vitória não podem ser alterados de alcançar N pontos para nenhum outro conjunto de requisitos. O valor de N e as maneiras de conseguir pontos podem ser alteradas, e regras que estabeleçam um vencedor quando o jogo não pode continuar podem ser promulgadas e (enquanto forem mutáveis) alteradas ou revogadas.
113. Um jogador sempre tem a opção de desistir do jogo ao invés de continuar a jogar ou sofrer uma penalidade. Nenhuma penalidade pior que perder, no julgamento do jogador que a estiver sofrendo, pode ser imposta.
114. Sempre deve haver pelo menos uma regra imutável. A adoção de mudanças de regras nunca deve se tornar completamente impermissível.
115. Mudanças de regra que afetam regras necessárias para permitir ou aplicar mudanças de regra são tão permissíveis quanto outras mudanças de regras. Mesmo mudanças de regras que alterem ou revoguem a sua própria autoridade são permissíveis. Nenhuma mudança de regra ou tipo de movimento é impermissível somente baseado em auto-referência ou auto-aplicação de uma regra.
116. Tudo que não for permitido ou regulado por uma regra é permitido e não regulado, com a única exceção da mudança de regras, que é permitida somente quando uma regra ou um conjunto de regras explicitamente ou implicitamente o permite.

### Regras Mutáveis
201. Os jogadores se revezam em turnos, no sentido horário, tendo um turno inteiro cada um. Turnos não podem ser pulados/passados e partes de um turno não podem ser omitidas. Todos os jogadores começam com zero pontos.
Em jogos por computador e/ou correspondência, os jogadores se revezam por ordem alfabética do sobrenome.
202. Cada turno consiste de duas partes na seguinte ordem: (1) propor uma mudança de regra e realizar a votação dela, e (2) jogar um dado e adicionar o número de pontos da face superior na própria pontuação.
Em jogos por computador e/ou correspondência, ao invés de jogar um dado, os jogadores devem subtrair 291 do número da sua proposta e multiplicar o resultado pela fração de votos favoráveis recebidos, arredondados para o inteiro mais próximo. (Isto resulta num número entre 0 e 10 para o primeiro jogador, com o limite superior aumentando em um a cada turno. Mais pontos são distribuídos para propostas mais populares.)
203. Uma proposta de mudança de regra é adotada se e somente se a votação for unânime entre os eleitores. Se esta regra não for alterada até o final da segunda rodada completa de turnos, ela automaticamente muda para exigir apenas uma maioria simples.
204. Se e quando regras podem ser adotadas sem unanimidade, os jogadores que foram contra propostas vencedoras ganham 10 pontos cada.
205. Uma proposta de mudança de regra adotada entra em efeito total no momento em que a votação desta termina.
206. Quando uma proposta de mudança é derrotada, o jogador que a propôs perde 10 pontos.
207. Cada jogador tem exatamente um voto.
208. O vencedor é o primeiro jogador a alcançar 100 pontos (positivos).
Em jogos por computador e/ou correspondência, o vencedor é o primeiro a alcançar 200 pontos (positivos).
209. Não devem existir mais de 25 regras mutáveis
210. Jogadores não devem conspirar ou consultar uns aos outros sobre a criação de futuras propostas de mudanças, a não ser que eles sejam aliados.
Em jogos por computador e/ou correspondência, o primeiro parágrafo dessa regra não se aplica.
211. Se duas ou mais regras mutáveis conflitarem uma com a outra, ou se duas ou mais regras imutáveis conflitarem uma com a outra, então a regra com o número mais baixo tem precedência.
Se pelo menos uma das regras em conflito dizer explicitamente sobre ela mesma que remete a outra regra (ou o tipo de regra) ou tem precedência sobre outra regra (ou tipo de regra), então tais disposições deverão substituir a ordem numérica para determinar a precedência.
Se duas ou mais regras dizem prevalecer uma sobre a outra, usa-se novamente a ordem numérica para determinar a precedência.
212. Se um jogador discordar sobre a legalidade de uma jogada, ou a interpretação ou aplicação de uma regra, então o jogador predecessor ao jogador que está no turno assume o papel de Juiz e decide a questão. Desacordo para os propósitos desta regra podem ser criados pela insistência de qualquer jogador. Esse processo é denominado invocar Julgamento.
Quando o Julgamento é invocado, o próximo jogador não pode começar seu turno sem o consentimento da maioria dos jogadores.
O Juiz pode ser deposto, e o seu Julgamento cancelado, apenas por uma votação unânime dos outros jogadores antes do próximo turno começar. Se isso acontecer, o jogador predecessor ao Juiz atual se torna o novo Juiz para essa questão e assim por diante, mas nenhum jogador pode ser Juiz durante seu próprio turno, ou durante o turno de um aliado.
A não ser que um juiz seja deposto, ele resolverá todas as questões que surgirem no jogo até o começo do próximo turno, incluindo questões sobre sua própria legitimidade e jurisdição.
Novos Juízes não são limitados pelas decisões tomadas pelos Juízes passados. Eles podem, entretanto, resolver apenas as questões nas quais os jogadores discordam atualmente, e que afetam a finalização do turno no qual o julgamento foi invocado. Todas as decisões feitas por Juízes devem estar em acordo com as regras em efeito no momento; mas quando as regras forem silenciosas, inconsistentes ou obscuras sobre a questão abordada, então o Juiz deve considerar os costumes e o espírito do jogo antes de aplicar outros parâmetros.
213. Se as regras forem alteradas de tal maneira que continuar o jogo se torna impossível, ou se a legalidade de uma jogada não puder ser determinada com finalidade, ou se pelo julgamento de um Juiz, não cancelado, uma jogada parecer tanto legal como ilegal, então o primeiro jogador incapaz de completar seu turno é o vencedor.
Esta regra tem precedência sobre qualquer outra regra que determina o vencedor.